# Гладовка
Гладовка (словац. Hladovka) — село, громада округу Тврдошін, Жилінський край. Кадастрова площа громади — 18.1 км².
Населення 1051 особа (станом на 31 грудня 2018 року).

## Історія
Гладовка згадується 1558 року.

## Географія
Протікає річка Чижник.

## Населення
| Рік:            | 1994. | 2004.   | 2014.   | 2024.   |
| --------------- | ----- | ------- | ------- | ------- |
| Кількість осіб: | 883   | 955     | 1036    | 1098    |
| Різниця:        |       | +8,15 % | +8,48 % | +5,98 % |

| Рік:            | 2023. | 2024.   |
| --------------- | ----- | ------- |
| Кількість осіб: | 1072  | 1098    |
| Різниця:        |       | +2,42 % |